# Сухая (Курская область)
Суха́я — деревня в Рыльском районе Курской области. Входит в состав Некрасовского сельсовета.

## География
Деревня находится недалеко от реки Сейм, в 114 км западнее Курска, в 15,5 км южнее районного центра — города Рыльск, в 9,5 км от центра сельсовета  — Некрасово.
Климат
Сухая, как и весь район, расположена в поясе умеренно континентального климата с тёплым летом и относительно тёплой зимой (Dfb в классификации Кёппена).

## Население
| 2002 | 2010 |
| ---- | ---- |
| 386  | ↘245 |

## Инфраструктура
Личное подсобное хозяйство. В деревне 233 дома.

## Транспорт
Сухая находится на автодороге регионального значения 38К-040 (Хомутовка — Рыльск — Глушково — Тёткино — граница с Украиной), на автодороге межмуниципального значения 38Н-760 (38К-040 — Сухая), в 11 км от ближайшей ж/д станции Сеймская (линия 16 км — Сеймская).
В 164 км от аэропорта имени В. Г. Шухова (недалеко от Белгорода).